# 平賀弘保
平賀 弘保（ひらが ひろやす）は、戦国時代の武将。安芸国の国人・平賀氏当主。

## 生涯
文明7年（1475年）、安芸国人・平賀氏当主である平賀弘頼の嫡男として生まれる。大内氏に属し、元服時には大内政弘から「弘」の偏諱を受けて弘保と名乗る。
明応元年（1492年）5月11日に父・弘頼が死去し、家督を相続した。文亀3年（1503年）に弘保は居城であった御薗宇城の防備に不安を感じ、白山城を築いて居城とした。そして城下に市を開き、流通の拠点として整備し、白市と呼ばれる城下町を作り上げた。
永正4年（1507年）、大内義興が前将軍・足利義尹（義稙）を奉じて上洛を開始すると弘保も加わり、永正8年（1511年）8月23日の船岡山の戦いで負傷しつつも武功を挙げ、尾張守の官と感状を与えられた。
弘保が築いた白山城は経済的には有利な城であったが、戦乱の世となり、大永3年（1523年）の鏡山城の戦いで大内方の鏡山城が落城すると、同年に防御に優れた頭崎城を築いた。この頭崎城には嫡男の興貞を入れたが、後に大内氏・尼子氏への対応で意見が異なり、親子で度々争った。後に毛利元就の介入によって親子の争いに終止符を打ち、興貞を出家させ、興貞の子で嫡孫の隆宗に家督を継承させた。
しかし、その隆宗が天文18年（1549年）の備後神辺城の攻略戦の最中に陣没すると、大内義隆が平賀氏の家督相続に介入し、弘保は隆宗の弟の新九郎（後の広相）への家督相続を願ったが、義隆は小早川氏庶流で自身の寵童であった小早川亀寿丸を弘保の養子として押し込み、平賀隆保と名乗らせて家督を相続させた。弘保はこの対応に不満であったが、表立って批判はできず、この裁定を受け入れる他なかった。
ところが天文20年（1551年）の大寧寺の変で大内義隆が陶隆房の謀反によって殺害されると、隆房と協力関係にあった毛利元就は大内方諸城の攻略を開始し、大内方の平賀隆保が籠る頭崎城への攻撃を開始した。この平賀氏危急の際にも弘保は動かず、元就と結託してそのまま隆保を見殺しにした。結局、頭崎城は落城、隆保は槌山城に逃亡して最期の一戦を図るが衆寡敵せず槌山城は落城、隆保は自害した。その後、新九郎が「平賀広相」と名乗り、平賀氏の家督を相続した。
この頃、大内義隆を最後まで守って討死した冷泉隆豊の弟・吉安豊英が隆豊の子である元豊・元満兄弟を連れて弘保を頼ってきた。弘保はこれを温かく迎え入れ、兄弟を庇護した。
永禄元年（1558年）6月27日に死去。享年84。

## 参考資料
- 岡部忠夫『萩藩諸家系譜』マツノ書店、1999年1月。
- 『萩藩閥閲録』